# 橋塔

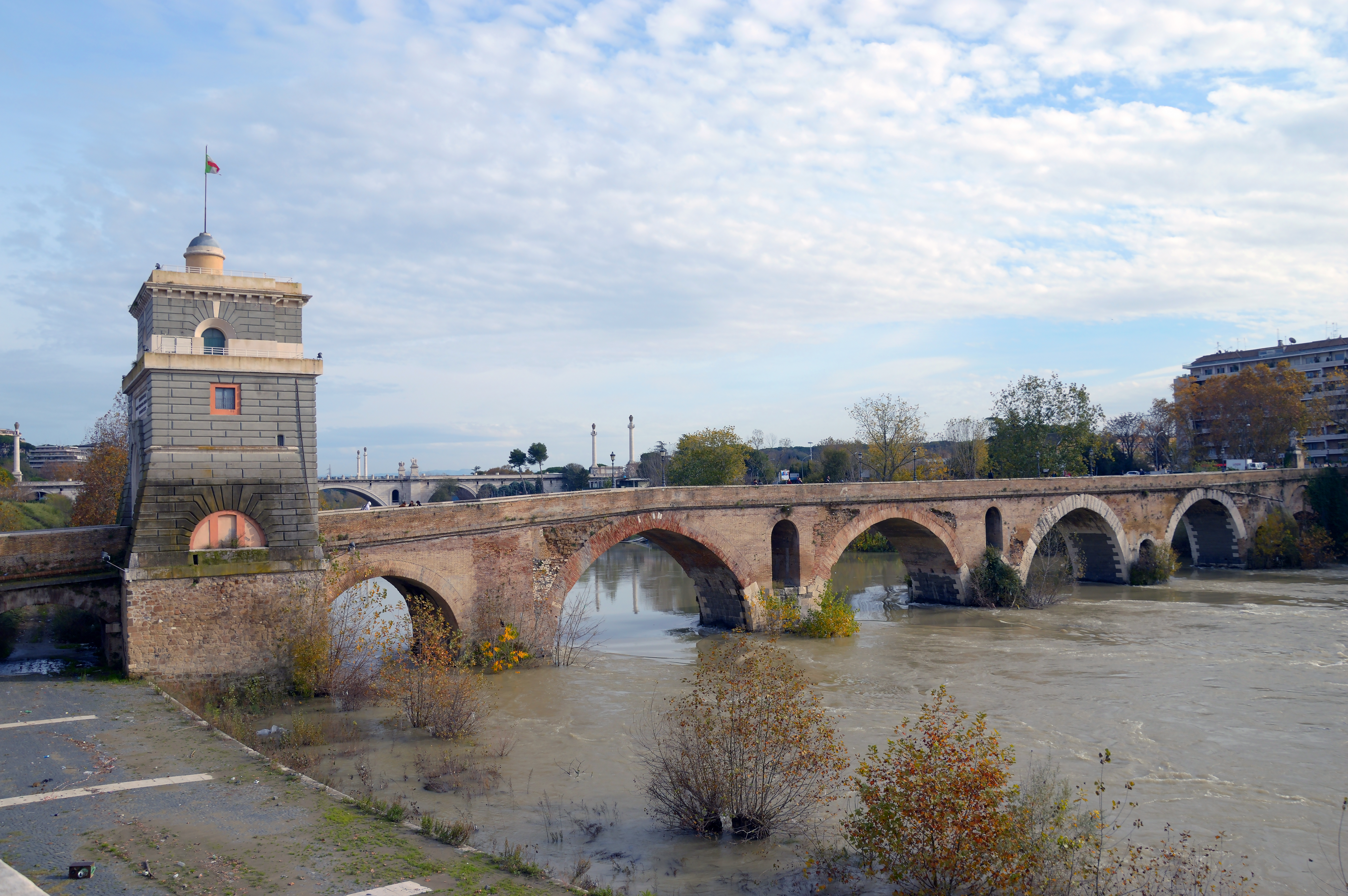
ミルヴィオ橋の橋塔（左側の塔）

橋塔（きょうとう，英語: bridge tower）とは、橋の入口や橋脚などの上に、塔や門の形に造った構造物のことをいう。古代から近世にかけてヨーロッパで多く造られた。単に塔と表記されることも多い。英語で「bridge tower」と表記する時は、吊り橋の「主塔」を意味することもある。
橋塔は、都市や城郭に通じる道がその境界線となる川に架けられる橋に造られることが多く、城郭都市の城門や徴税所としての機能を果たした。

## 橋塔の著名な例
- カレル橋（プラハ）
- ミルヴィオ橋（ローマ）
- タワーブリッジ（ロンドン)